# Павловка (Кобелякский район)
Павловка (укр. Павлівка) — село,
Бродщинский сельский совет,
Кобелякский район,
Полтавская область,
Украина.
Код КОАТУУ — 5321880404. Население по переписи 2001 года составляло 309 человек.

## Географическое положение
Село Павловка находится на расстоянии до 2-х км от сёл Грицаевка, Леваневское и Самарщина.
К селу примыкает большое болото.

## Экономика
- Молочно-товарная ферма.